# Pixel 8
Pixel 8／8 Pro（ピクセル エイト / ピクセル エイト プロ）は、アメリカのGoogleが開発した第5世代移動通信システム対応のSIMフリースマートフォンである。2023年10月4日（日本時間）にMade by Googleで発表され、同年10月5日に予約が開始され、10月12日に発売された。

## スペック

### ハードウェア
素材
カバーガラス・背面ガラスにはGorilla Glass Victusが使用されている。IP68の防水規格を備えている。

ディスプレイ
HDR、120Hz(可変式)のリフレッシュレートに対応、6.2インチFHD+(1080×2400)有機ELディスプレイを搭載している。
ディスプレイのアスペクト比は20:9で、上部には前面カメラ用の円形カットアウトがある。

サイズ
高さは150.5mm、幅は70.8 mm、厚さは8.9 mmで、重量は187gである。

バッテリー
容量は4575mAhである。

メモリとストレージ
データ保存可能な容量（ストレージ）はUFS3.1の128GBか256GB、また一時的にデータを保存しておく為の容量（メモリ）はLPDDR5Xの8GBである。

メディアとオーディオ
ステレオスピーカーを搭載し、マイクは3つ搭載されている。

プロセッサ
SoCはGoogle Tensor G3を搭載している。また、セキュリティプロセッサとしてTitan M2™ を搭載している。

カメラ
以下の3つのカメラを搭載している。

背面カメラ
4Kでは(24 FPS、30 FPS、60 FPS)、1080pでは(24 FPS、30 FPS、60 FPS)の動画撮影に対応。
5000万画素 Octa PD 広角カメラ
ピクセル幅 1.2μm、絞り値はƒ/1.68、画角は82°、センサーサイズは1/1.31インチで、超解像ズームは最大で8倍となっている。

1200万画素 ウルトラワイド カメラ
ピクセル幅は1.25 μm、絞り値はƒ/2.2、画角は125.8°の超広角、レンズ補正やレーザー検出オートフォーカスに対応している。

前面カメラ
4Kで24 FPS、30 FPS、60 FPSの動画撮影に対応している。
1050万画素 Dual PD カメラ
ピクセル幅 1.22 μm、絞り値 ƒ/2.2で固定フォーカスに対応、画角 95°の超広角である。

充電
下部のUSB-Cポートで最大27Wの急速充電が可能である。なおこのUSB-C 3.2 Gen 2ポートは他の機器との接続も可能。
また最大18WのQi充電に対応している。
また、他のQi対応スマートフォンを充電できるバッテリーシェアにも対応している。

### ソフトウェア
OS
Android 14を標準搭載。

アップデート
7年間のOS、セキュリティ、Feature Dropのアップデートを利用できる。

認証
ディスプレイ内蔵指紋認証センサーによる指紋認証や顔認証、パターン、PIN、パスワードでの認証が可能。